# لاریسا مورادیان
لاریسا وارازداتی مورادیان (ارمنی: Լարիսա Վարազդատի Մուրադյան؛  زادهٔ ۱۹ ژوئیهٔ ۱۹۴۶) سیاستمدار، پزشک اهل ارمنستان است.

## زندگی‌نامه
وی در ۱۹ ژوئیه ۱۹۴۶ در گوریس به دنیا آمد و از دانشگاه پزشکی دولتی ایروان فارغ‌التحصیل گشت. همچنین برندهٔ جوایزی همچون مدال مخیتار هراتسی (۲۰۱۰) شده است.

## یادداشت
1. ↑  ՀՀ Արմավիրի մարզպետի տեղակալ